# Iglesia de San Miguel (Villafranca del Cid)

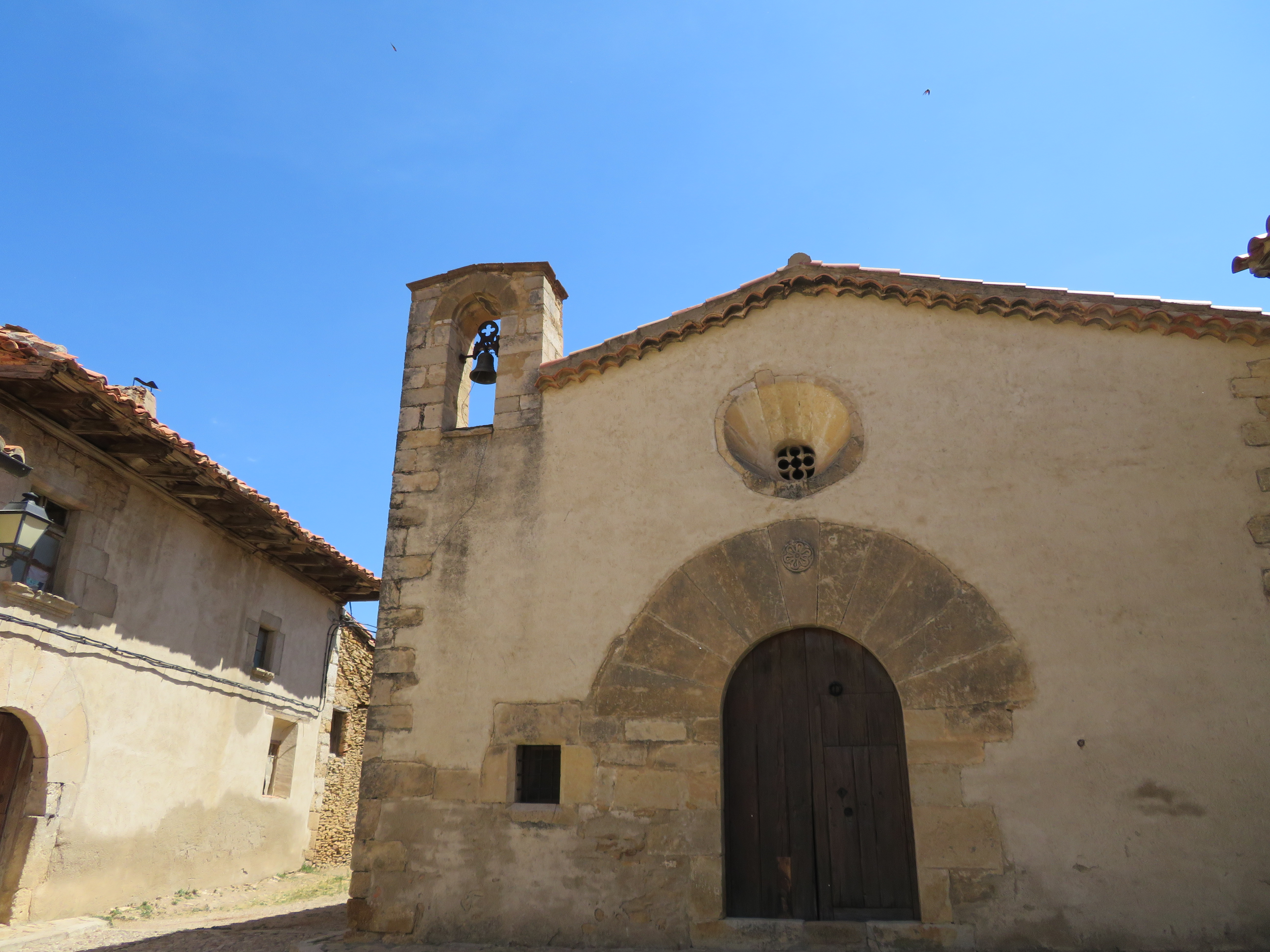
Iglesia de San Miguel, parroquia de la Pobla del Bellestar, Villafranca del Cid.

La iglesia parroquial de San Miguel, localizada en la Pobla de Ballestar, Villafranca del Cid, en la comarca del Alto Maestrazgo es un lugar de culto católico catalogado como Bien de relevancia local, según la Disposición Adicional Quinta de la Ley 5/2007, de 9 de febrero, de la Generalidad Valenciana, de modificación de la Ley 4/1998, de 11 de junio, del Patrimonio Cultural Valenciano (DOCV Núm. 5.449 / 13/02/2007), con código identificativo: 12.02.129-004.

## Historia
Históricamente, el primer núcleo poblacional de lo que más tarde se conocería como Villafranca del Cid fue la llamada Pobla del Bellestar, o del Ballestar, o de Sant Miquel, ya que se la conocía por todos estos diversos nombres. Se trataba de una aldea a unos seis kilómetros al noroeste de Villafranca, a la que se accede en la actualidad por la carretera CV-15, que es el la misma que debe tomarse para llegar  al Santuario del Llosar, pasado este y siguiendo el camino en dirección a Iglesuela del Cid. La aldea se sitúa junto al Río de las Truchas que servía de frontera administrativa, histórica y lingüística entre Valencia y Aragón, razón por la cual, el puente, gótico del siglo XIII que servía de paso para cruzar este río, tenía un peaje.
Esta ermita, dedicada a San Miguel, es la más antigua de la comarca y posiblemente una de las más antiguas de la Comunidad Valenciana, datando de finales del siglo XIII.
Cuando se edificó era la parroquia de estos pobladores e independiente de la existente más tarde en Villafranca. Pero en el año 1445, pasó a ser dependiente de la Iglesia Parroquial de Santa María Magdalena. Pese a todo, puede documentarse el mantenimiento del culto en el templo de forma continuada.
Puede afirmarse que tanto la ermita de San Miguel (de estilo románico de transición al gótico), como el puente gótico (por donde pasó Jaime I de Aragón desde Aragón para conquistar Valencia), la torre aduana de los Brusca y las masías adyacentes; constituyen un conjunto arquitectónico de un valor artístico e histórico incalculable.

## Descripción
Se trata de un típico templo de transición del románico al gótico, de los que se llaman "de Reconquista". Durante el siglo XVI se realizó en él una intervención que reformó la portada, produciéndose la retirada de la original (que se cuenta pasó a ser parte de la fachada de la antigua escuela), En el año 1983 se procedió a su restauración por la Dirección General de Bellas Artes, razón por la cual ha llegado a nuestros días en un adecuado estado de conservación y manteniendo el culto regular.
Se encuentra en un aplaza de pequeñas dimensiones, rodeada de otros edificios. Tiene pequeño tamaño, planta rectangular y cubierta a dos aguas rematada con teja árabe, de la que sale un alero que presenta como decoración ladrillos pintados siguiendo la técnica “socarrat”, de los cuales muchos se han perdido con el paso de los años. La fachada está blanqueada, con sillares que refuerzan las esquinas y grandes dovelas formando el arco de medio punto que constituye la puerta de acceso al templo. Sobre la puerta hay un óculo abocinado y en la parte superior izquierda de la fachada, se remata con una espadaña con su campana.
Interiormente presenta una sola nave con suelo de losetas y coro alto a los pies. La cubierta deja ver el entramado de vigas de madera que recaen sobre dos arcos apuntados que arrancan de unas columnas con capiteles. El acceso al presbiterio se hace a través de unas escaleras y desde él se puede entrar en la sacristía. La cabecera del templo es lisa y en ella estaba ubicado en un primer momento el retablo de Bernat Serra datado del 1429, que se trasladó a la iglesia parroquial de Santa magdalena de Villafranca.
La fiesta de San Miguel se celebra el último domingo de septiembre (San Miguel es el 29 de septiembre), llevándose a cabo una romería con reparto de “panets” o “prima” entre los asistentes, con marcado acento festivo y popular; aunque el 8 de mayo se realiza otra romería de características semejantes, pero con un marcado carácter penitente.